# Districte de Gorongosa
El districte de Gorongosa és un districte de Moçambic, situat a la província de Sofala. Té una superfície de 7.659 kilòmetres quadrats. En 2007 comptava amb una població de 77.877 habitants. Limita al nord i oest amb el districte de Macossa, al sud-oest amb el districte de Gondola (districtes de la província de Manica), al sud amb el districte de Nhamatanda, a l'est amb els districtes de Muanza i Cheringoma, i al nord-est amb el districte de Maringué. Al seu territori hi ha el Parc Nacional de Gorongosa.

## Divisió administrativa
El districte està dividit en tres postos administrativos (Gorongosa, Nhamadzi i Vunduzi), compostos per les següents localitats:
- Posto Administrativo de Gorongosa:
  - Vila de Gorongosa
  - Pungué
  - Tambarara
- Posto Administrativo de Nhamadzi:
  - Nhamadzi
- Posto Administrativo de Vunduzi:
  - Vunduzi